# Клаус-Дітер Зілофф
Клаус-Дітер Зілофф (нім. Klaus-Dieter Sieloff, 27 лютого 1942, Тільзит — 13 грудня 2011, Штутгарт) — німецький футболіст, що грав на позиції захисника за «Штутгарт», «Боруссію» (Менхенгладбах), «Алеманію» (Аахен), а також національну збірну Німеччини, у складі якої — віце-чемпіон світу 1966 року і бронзовий призер ЧС-1970.

## Клубна кар'єра
У дорослому футболі дебютував 1960 року виступами за команду клубу «Штутгарт», в якій провів дев'ять сезонів, взявши участь у 181 матчі чемпіонату. Більшість часу, проведеного у складі «Штутгарта», був основним гравцем захисту команди.
Протягом 1969—1974 років захищав кольори «Боруссії» (Менхенгладбах), яка на той час була серед лідерів німецького футболу. За цей період двічі вигравав Бундеслігу та ставав володарем Кубка Німеччини.
Завершив професійну ігрову кар'єру у клубі «Алеманія» (Аахен), за команду якого виступав протягом 1974—1976 років.
Помер 13 грудня 2011 року на 70-му році життя у місті Штутгарт.

## Виступи за збірну
1964 року дебютував в офіційних матчах у складі національної збірної Німеччини.
У складі збірної був учасником чемпіонату світу 1966 року в Англії, де разом з командою здобув «срібло», а також чемпіонату світу 1970 року у Мексиці, на якому німці стали бронзовими призерами. Утім на обох мундіалях позицію ліберо в тактичних побудовах команди незмінно займав Віллі Шульц, а Зілофф був його резервистом і на поле не виходив.
Після ЧС-1970 Шульц завершив виступи за збірну, і Зілофф розглядався як найбільш ймовірна заміна цьому досвідченому захиснику. Проте, провівши лише декілька ігор, програв конкуренцію дещо молодшому Францу Бекенбауеру. 
Загалом протягом кар'єри у національній команді, яка тривала 8 років, провів у формі головної команди країни 14 матчів, забивши 5 голів.

## Титули і досягнення
- Чемпіон Німеччини (2):

«Боруссія» (Менхенгладбах): 1969-1970, 1970-1971
- Володар Кубка Німеччини (1):

«Боруссія» (Менхенгладбах): 1972-1973
Збірні
- Віце-чемпіон світу: 1966
- Бронзовий призер чемпіонату світу: 1970